# دينيس بيرك
دينيس بيرك (بالإنجليزية: Denis Burke)‏ هو سياسي أيرلندي، ولد في 1904، وتوفي في 25 يوليو 1971.

## مناصب
- انتخب عضو مجلس الشيوخ من أيرلندا عن دائرة Industrial and Commercial Panel [الإنجليزية]‏ وقد انضم خلال فترته النيابية ‏ (21 أبريل 1948 – 25 يوليو 1951) للكتلة البرلمانية فاين جايل.
- انتخب عضو مجلس الشيوخ من أيرلندا عن دائرة Industrial and Commercial Panel [الإنجليزية]‏ وقد انضم خلال فترته النيابية ‏ (14 يوليو 1951 – 7 يوليو 1954) للكتلة البرلمانية فاين جايل.
- انتخب عضو مجلس الشيوخ من أيرلندا عن دائرة Industrial and Commercial Panel [الإنجليزية]‏ وقد انضم خلال فترته النيابية ‏ (22 يوليو 1954 – 28 مارس 1957) للكتلة البرلمانية فاين جايل.
- انتخب عضو مجلس الشيوخ من أيرلندا عن دائرة Industrial and Commercial Panel [الإنجليزية]‏ وقد انضم خلال فترته النيابية ‏ (22 مايو 1957 – 1 سبتمبر 1961) للكتلة البرلمانية فاين جايل.